# ۱۲ نیرومند
۱۲ نیرومند (انگلیسی: 12 strong) که همچنین با نام ۱۲ نیرومند: داستان واقعی محرمانه از سواره‌نظام (انگلیسی: 12 Strong: The Declassified True Story Of The Horse Soldiers) شناخته می‌شود، فیلمی آمریکایی در ژانر درام و جنگی است که بر پایه کتاب غیرداستانی داگ استنتن ساخته شده است. داستان آن دربارهٔ نخستین گروه افسران شبه‌نظامی سیا و نیروهای ویژه آمریکا است که پس از حملات ۱۱ سپتامبر به افغانستان فرستاده شدند تا تحت رهبری یک کاپیتان جدید با جنرال دوستم همکاری کنند تا طالبان را از بین ببرند. این فیلم از سوی برادران وارنر در ۱۹ ژانویه ۲۰۱۸ در ایالات متحده منتشر شد.

## بازیگران
- کریس همسورث[۱]
- مایکل شنون
- مایکل پنیا
- آستین استول
- راب ریگل
- نوید نگهبان در نقش ارتشبد عبدالرشید دوستم
- السا پاتاکی
- فهیم فاضلی[۲]